# Маріана Йонеску
Маріана Йонеску (нар. 26 серпня 1947, Амару, повіт Бузеу — 3 липня 2015, Бухарест) — румунський прозаїк, поет і літературний критик.

## Біографія
Народилася в сім'ї священика Йона Йонеску та його дружини Маріани (уродженої Штефенеску) в комуні Бузеу в Амару. Початкову школу відвідувала у рідному селі (1954-1958) та в Плоєшті (1958-1960), у школі імені І. Л. Караджіале в Плоєшті (1960-1965), а потім на факультеті румунської мови та літератури Бухарестського університету (1965-1970). У 1971 році навчалася в аспірантурі факультету журналістики, відділ видавничої справи. Отримала стипендію на спеціалізацію в Парижі (1974), а в 1981 році отримала ступінь доктора філології в Бухарестському університеті з дисертацією Proza lui Tudor Arghezi, яка лягла в основу книги Ochiul ciclopului.
Працювала редактором (1970-1998) і головним редактором (1998-2003) у видавництві Емінеску в Бухаресті. Керувала публікацією творів Тудора Аргезі, Йоана Ал. Братеску-Войнешті, Лівіу Ребряну та Захарія Станку. З 2001 року працювала головним редактором журналу Universul cătării. Померла у Бухаресті ввечері 3 липня 2015 року.